# Сергієвка (Благовіщенський район)
Сергі́євка (рос. Сергеевка, башк. Сергеевка) — присілок у складі Благовіщенського району Башкортостану, Росія. Входить до складу Новонадеждинської сільської ради.
Населення — 12 осіб (2010; 13 в 2002).
Національний склад:
- росіяни — 92 %